# Живой город (движение)
«Живо́й го́род» — общественное движение, выступающее за сохранение культурного наследия Санкт-Петербурга. Создано 1 ноября 2006 года.

## Краткое описание
Своей целью активисты движения ставят сохранение уникального архитектурного облика города, его историко-архитектурной среды. В качестве методов работы используются публикации в СМИ, митинги, пикеты, шествия, письма в международные организации и органы власти, сборы подписей, оперативный сбор информации по уничтожению культурного наследия города, выставки фотографий, экскурсии, перформансы, маскарады, концерты.
Движение активно сотрудничает с ВООПИиК и ЮНЕСКО, находит точки соприкосновения с КГИОП, проводит совместные акции с близкими общественными организациями, например, с организацией «Юные — за возрождение Петербурга», «Архнадзором» и Коалицией в защиту Москвы.

## История и деятельность
Одной из первых акций движения «Живой город», привлекших внимание СМИ, было театрализованное представление у Академии художеств на выставке проектов небоскреба «Охта-центр».
С осени 2006 года «Живой город» собирает реестр — список памятников культурного наследия, уничтоженных в Санкт-Петербурге или находящихся под угрозой, вскоре этот архив будет доступен всем желающим на сайте общественной организации.
В январе — феврале 2007 года в Петербурге проходила конференция ЮНЕСКО «Применение научно-технических достижений в управлении сохранением исторических городов, внесенных в список всемирного наследия». К этой встрече активистами движения «Живой город» был подготовлен и переведен на английский, немецкий и французский языки подробный доклад о положении дел в городе, касающихся разрушения исторического архитектурного наследия. Доклад был снабжен фотографиями объектов. Доклад и материалы собранного реестра удалось передать лично Франческо Бандарину, несмотря на попытки городских властей изолировать конференцию не только от общественности, но и от специалистов по охране памятников.
Ко всемирному дню охраны памятников активистами движения были подготовлены макеты домов, уничтоженных в историческом центре за последнее время. Выставка была развернута на Малой Садовой улице. В июле 2007 года активистами движения «Живой город» было собрано почти 11 тысяч (10 821) подписей против строительства небоскреба Охта-центр напротив Смольного собора.
«Живой город» наряду с партией «Яблоко» и движением «Охтинская дуга» выступил одним из инициаторов проведенного 8 сентября 2007 года марша за сохранение Санкт-Петербурга и в последующие годы также принимал участие в организации проводившихся в сентябре-октябре митингах в защиту города.